# Pascal Morès
Pascal Morès, né en 1946 à Tourcoing, est un photographe indépendant résidant sur la Côte d'Opale, dans le Pas-de-Calais.

## Biographie
Après des études dans le génie civil et différentes participations à la réalisation d'ouvrages en France et à l'étranger, il se lance dans la photographie. Il effectue quelques stages à l'École Louis-Lumière.
Il travaille d'abord pour la presse locale mais son intérêt se porte sur le patrimoine et les paysages du Nord de la France et sur le monde du spectacle.
Côté musique, il photographie de très nombreux concerts d'artistes internationaux ou régionaux. Il collabore avec le Festival de la Côte d'Opale (Stéphane Grappelli, Miles Davis, Ray Charles…).
On lui doit également une série de clichés des coulisses du tournage du film Sous le soleil de Satan de Maurice Pialat dans le Montreuillois en 1987.
Il collabore à Marie-Claire, Pays du Nord, Côte d'Opale Magazine, Punch Editions, l'Agence Andia. Il enrichit également les photothèques du conseil général du Pas-de-Calais, du conseil général du Nord, du conseil régional du Nord-Pas-de-Calais, et des offices de tourisme de la région.
Il est membre du collectif Arrimages.

## Publications
- Marins-pêcheurs : Un défi permanent en Côte d'Opale avec Sophie Chegaray, Pierre Bigot, Jean-Pierre Grandidier et Gervais Perrault Éditions Ouest-France (2008)  (ISBN 2-737346-36-3)
- Patrick Dréhan, Accords et âme : souvenirs partagés du Festival de la Côte d'Opale : 25 ans, Boulogne-sur-Mer, les Éd. Accima, 2001, 123 p. (ISBN 9782951046139)
- Patrimoine rural en Montreuillois Tome 1 (Cahier du Musée de Berck Série histoire)
- Voyage en Côte picarde : La Baie de Somme et ses vallées riantes Éditions Punch Éditions (2003)  (ISBN 2-913132-54-5)